# L.A. Tattoo
L.A. Tattoo (The forgotten man) è un romanzo di Robert Crais. pubblicato nel 2005. Costituisce il decimo capitolo delle vicende incentrate sulla coppia di investigatori privati Elvis Cole e Joe Pike..
Nel 2006 il libro ha ottenuto la nomination al Premio Shamus.

## Trama
Nuova avventura del personaggio Elvis Cole investigatore privato ispirato alla figura del padre dello scrittore.
Inizia quando viene chiamato per riconoscere il cadavere di suo padre che egli non ha mai conosciuto e che tentava di trovare per poterlo riabbracciare. Indagando su questo omicidio rimane coinvolto in una serie di inquietanti fatti. Mentre si rende conto di essere uno strumento nelle mani di un pericoloso assassino.

## Edizioni in italiano
- Robert Crais, L. A. Tattoo, traduzione di Annamaria Raffo, Mondadori, Milano 2006 ISBN 88-04-55092-9
- Robert Crais, L.A. tattoo, Mondolibri, Milano 2006
- Robert Crais, L.A. tattoo, traduzione di Annamaria Raffo, Oscar Mondadori, Milano 2007 ISBN 978-88-04-56629-8